# Jon Tomasson (Grip)
Jon Tomasson (Grip), född i slutet av 1200-talet, död efter 1331, var en svensk frälseman.

## Biografi
Jon Tomasson var son till riddaren Tomas Jonsson (Grip) och Katarina, troligen dotter till en man vid namn Ulvase och med säkerhet dotter till Ramfrid Gustavsdotter (lejon).. Han nämns troligen första gången 1316 och med säkerhet mellan 1328–1331. I övrigt vet man inte mycket mer om honom än att han förde ett griphuvud i sitt sigillvapen.

### Egendom
Jon Tomasson ägde jord i Trögds härad i Uppland, Sneringe härad i Västmanland och Hammarkinds härad i Östergötland.

### Familj
Jon Tomasson gifte sig senast 1328 med Ingeborg Bosdotter (Natt och Dag), dotter till riddaren, riksrådet och lagmannen Bo Nilsson (Natt och Dag) och Cecilia Knutsdotter (Aspenäsätten). De fick tillsammans barnen häradshövdingen Thomas Jonsson (Grip) i Bankekinds härad och riksrådet, lagmannen, drotsen Bo Jonsson (Grip). Efter Jon Tomassons död gifte hon om sig med riddaren Jon Dansson (Båt).